# Лорд Эссекс в Ирландии

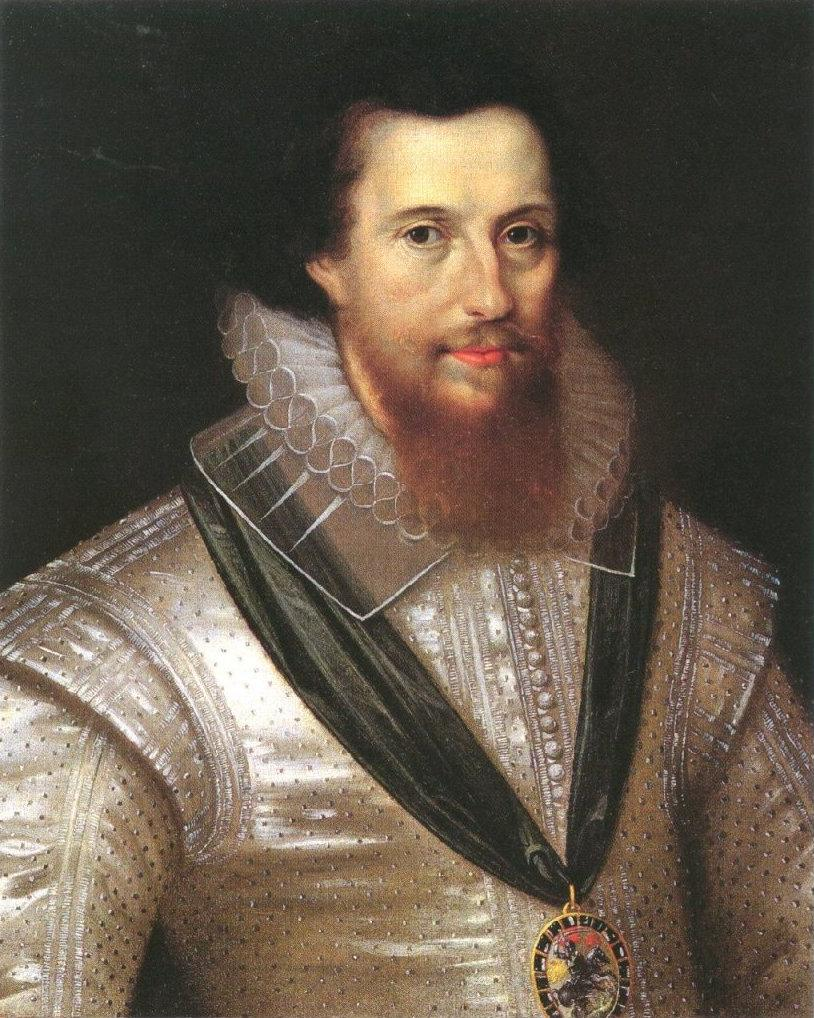
Роберт Деверё, 2-й граф Эссекс

Присутствие Роберта Деверё, 2-го графа Эссекса в Ирландии относится к периоду военной кампании 1599 года в ходе Девятилетней войны.
В 1598 году королева Англии Елизавета I Тюдор была обеспокоена из-за выбора военачальника для похода в Ирландию, в то время как при её дворе доминировали две фракции: одну возглавлял Эссекс, а другую — её главный секретарь, сэр Роберт Сесил. В следующем году у Эссекса не было иного выбора, кроме как предложить свои услуги, на что королева согласилась. Последующая его кампания провалилась, и Эссекс с позором вернулся в Англию, где изменнически бросил вызов авторитету Короны. Он был осуждён и казнён в 1601 году.

## Назначение Эссекса

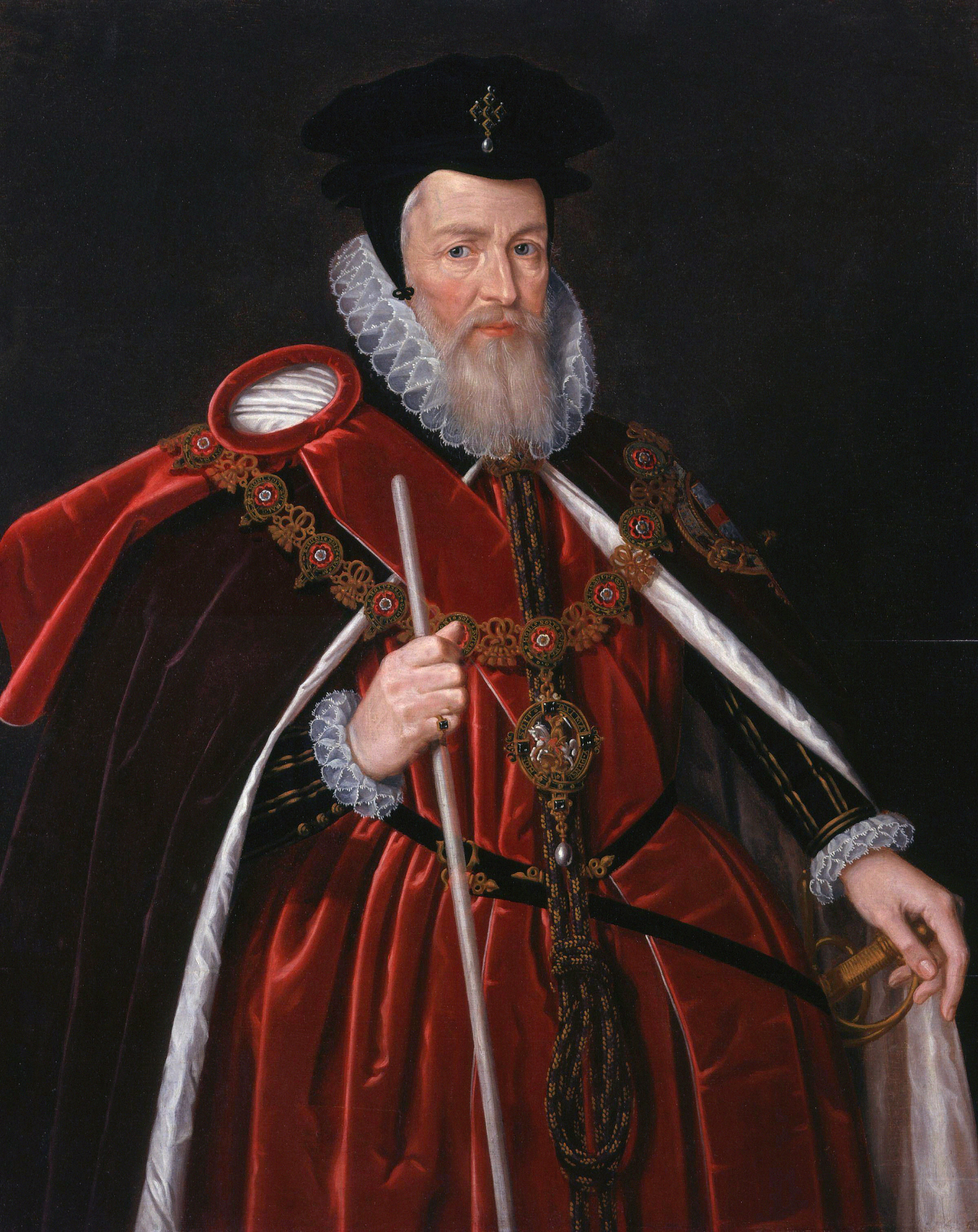
Уильям Сесил, 1-й барон Бёрли

В 1590-х годах Эссекс был особенно популярен в Лондоне, где его считали столпом протестантизма. В разгар англо-испанской войны (1585—1604) он продвигал наступательную стратегию, поддерживая голландских повстанцев и французских гугенотов в борьбе против их католического врага. Но даже несмотря на защиту морских нападений на Испанию и открытую войну против ирландского повстанца О’Нила, широкий союз против Испании был нарушен прошением короля Франции Генриха IV о мире.
Главный секретарь королевы лорд Бёрли (отец Роберта Сесила и некогда опекун Эссекса) решительно выступал против этой стратегии, предпочитая мир и твёрдую руку в Ирландии. В апреле 1598 года он в последний раз столкнулся с Эссексом в зале Совета. По словам летописца Уильяма Кемдена, Эссекс осуждал мир как позорное решение, но Бёрли прервал его, сказав: «он не дышит ничем, кроме войны, резни и крови», и, указывая на текст своего молитвенника, добавил: «кровожадные и коварные не доживут и до половины дней своих» (Пс. 54:24).
Летом, во время споров Совета по поводу назначения следующего военачальника над Ирландией, Эссекс отвернулся от королевы, и она вышла из себя и ударила его по голове. Он положил свою руку на рукоять меча, однако лорд-адмирал удержал его. Прежде чем покинуть палату, Эссекс (опять-таки, со слов Кемдена) сказал: «я не могу и не стал бы терпеть столь великое оскорбление и унижение, равно как и не принял бы того и от короля Генриха VIII». Легенда гласит, что он также называл королеву «столь же скрюченной характером, как и своей тушей» (as crooked in her disposition as in her carcass).
Его авторитет сильно уменьшился, и он покинул двор, однако проблемы королевы вскоре усложнились: в начале августа Бёрли умер; 10 дней спустя её армия в Ирландии потерпела сокрушительное поражение в битве у Жёлтого брода; а через несколько недель умер Филипп II, король Испании.
Борьба фракций возобновилась, и Эссекс и Сесил-младший пытались уменьшить влияние друг друга, предложив ирландцам назначить (и поэтому отстранить от двора) членов противоположной фракции. Как только список кандидатов был исчерпан, фракция Сесила назвала Эссекса единственным оставшимся вариантом, и тот почувствовал обязанность предложить свои услуги. 30 декабря королева официально выбрала его не только своим наместником в Ирландии, но и лордом-лейтенантом, и Эссекс объявил о решимости одолеть О’Нила на поле боя.

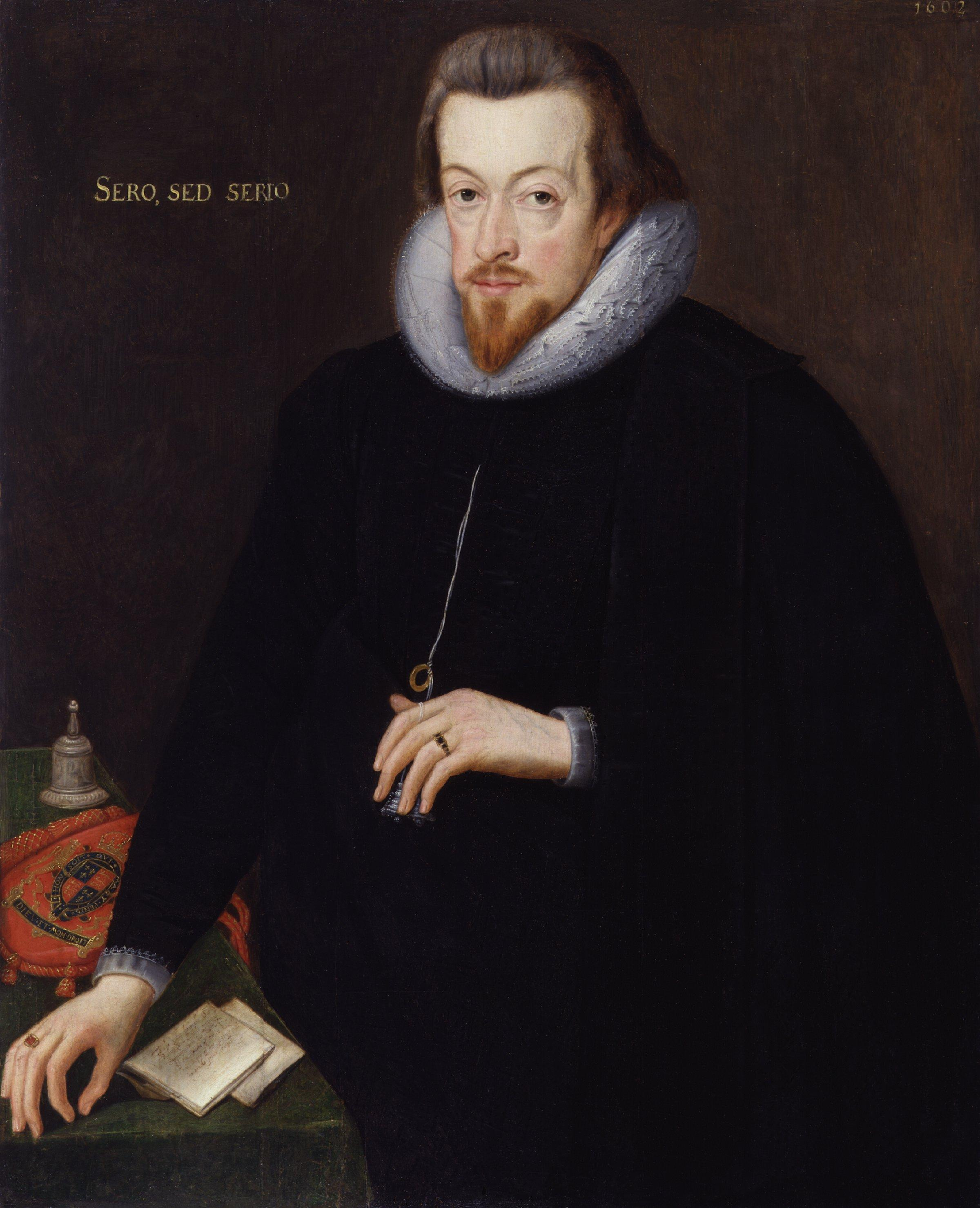
Роберт Сесил, 1-й граф Солсбери

## Силы
В праздник Двенадцатой ночи Эссекс танцевал с королевой на приёме в честь датского посла. У королевы существовали опасения по поводу деталей этой кампании, однако приготовления закончились уже к первой неделе марта 1599 года. Были приняты патентные грамоты, освобождавшие Эссекса от долгов отца на ирландской службе, и он был назначен на должность 12 марта, с правом помиловать лидера повстанцев после подчинения, а также присвоить рыцарские звания (но лишь когда это заслужено службой и солидным возрастом).
Армия состояла из 16 000 человек и 1300 лошадей. В войске были также 2000 ветеранов Нидерландской кампании во главе с Генри Доукра, их предлагалось распределить по гарнизонам. План предусматривал подкрепление из 2000 солдат из Англии на протяжении каждых трёх месяцев для компенсации ожидаемых потерь, а также была установлена регулярная почтовая служба между Дублином и Лондоном через Холихед. Эссекс также командовал эскадрой из 5 военных кораблей, которые должны были высадиться в Лох-Фойле на севере. Аварийное рандеву для эскадрильи было назначено в Берхейвене (или Болтиморе) в южной провинции Мюнстер на случай испанской агрессии. В конечном счёте корабли были ограничены южными водами и не сыграли никакой роли в северной кампании.
Эта армия была самой большой из когда-либо отправлявшихся в Ирландию, и она была полностью оснащена боеприпасами, одеждой, артиллерией, продовольствием и кораблями. Стоимость всей кампании оценивалась в 290 000 фунтов стерлингов в год, это было в 2 раза больше, чем кампания Елизаветы в Нидерландах. Враг в Ирландии получал снабжение от Испании и Шотландии, и их войска оценивались в 20-30 000 человек, из которых около половины действовали в северной провинции Ольстер, где власть короны ограничивалась несколькими внутренними фортами, которые снабжались защищёнными городами на востоке.

## Отправление

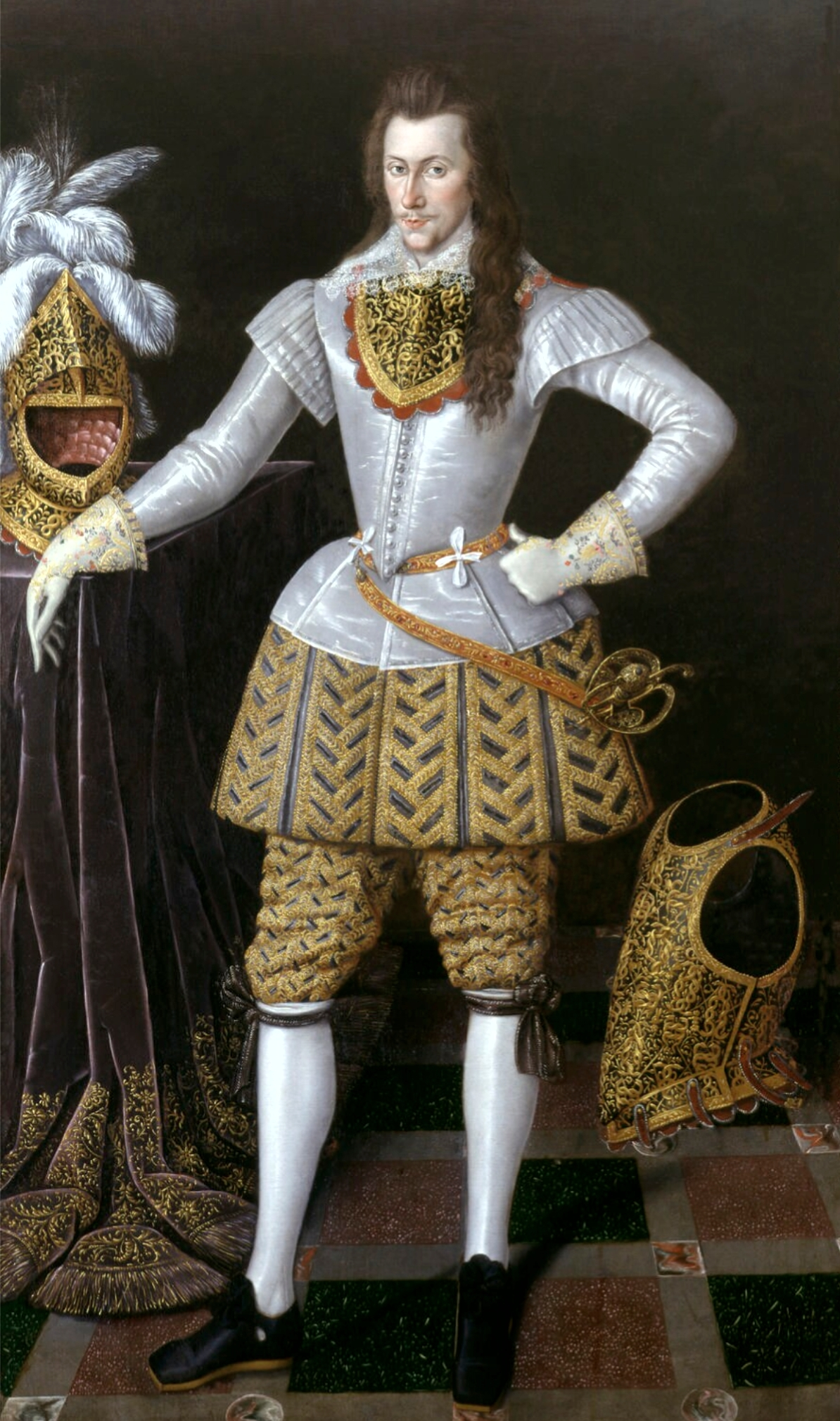
Граф Саутгемптон, ок. 1600 года

Эссекс покинул Лондон 27 марта 1599 года. В церквях возносились молитвы за его успех, и ему салютовала на солнце на протяжении 4 миль двойная очередь из горожан, пока не начались дождь и град. С ним были дворяне Кристофер Блаунт и Генри Ризли, 3-й граф Саутгемптон, которых Эссекс назначил вопреки воле королевы.
5 апреля Эссекс ждал в Хилбри, острове в устье реки Ди, попутного ветра в условиях тумана. Неделю спустя он отплыл из Бомариса после того, как нетерпеливо проехал над Пенмаен-Мором — «наихудшим образом и в самую дождливую погоду, которую когда-либо видел», — одновременно прося свои корабли встретить его. После жёсткого перехода он приехал в Дублин 15 апреля и был приведён к присяге в тот же самый день, когда дублинский архиепископ Адам Лофтус произнёс важную проповедь.
Кампания уже испытала удар в январе, когда в Дублине погиб сэр Ричард Бингэм, ветеран ирландских войн, командовавший 5000 солдат из Англии. По прибытии Эссекса ещё одним ударом стала смерть молодого графа Килдэра, герцога Лейнстера, который должен был присоединиться к кампании, когда его корабль затонул в Ирландском море, и он погиб вместе с 18 ирландскими дворянами.
В первую неделю пребывания в Ирландии Эссекс устроил пышное представление английского рыцарства во время Праздника Подвязки в Дублине в День святого Георгия, 23 апреля. Это было подчёркнутой демонстрация ценностей, которые, по его мнению, игнорировались при дворе Елизаветы. В Лондоне королева выбрала более мягкий вариант той же самой церемонии из-за тягот войны, и, услышав сообщения из Дублина, она предоставила власть над стражей Сесилу, а не графу. Для Эссекса было большим унижением, когда он отправился на север, в Дроэду для инспекции знаменитого сильного полка Фландрии в 1200 человек, которым теперь командовал Артур Чичестер. Эссекс напал на маршировавшие войска со своим посохом, но они предпочли не заметить шутки и твёрдо стояли, заставляя его отпрянуть на своей лошади назад, уколов его пикой в зад.

## Подготовка кампании
Выбранная в Дублине стратегия одновременного нападения с суши и с моря была, по всей видимости, невозможна при наличии английских ресурсов, учитывая слухи о новосозданной испанской армаде и необходимости держать военные корабли в южных водах. Десантная экспедиция для создания северной базы в Лох-Фойле была завершена, и Дублинский Совет отказался от немедленной атаки на О’Нила и на его сообщника Аод Руад О’Доннелла, когда стало ясно, что эта стратегия потерпит неудачу из-за отсутствия фуража, крупного рогатого скота и ломовых лошадей. Но этот совет был отклонён Тайным советом в Лондоне, который решил прямо наступать на север, в Ольстер.
Дублинский совет был прав: О’Нил подтвердил их опасения, забрав продовольствие и лошадей с земель, граничивших с Пейлом (то есть областью вокруг Дублина, традиционно лояльной правительству короны). Затем лидер повстанцев поддержал восстание Белого рыцаря Эдмунда Фицгиббона в южной провинции Мюнстер, в то время как О’Доннелл двинулся в западную провинцию Коннахт, ожидая, что О’Нил продвинется на юг, чтобы присоединиться к Белому рыцарю. Война готовилась во всех направлениях.
Дублинский совет посоветовал Эссексу атаковать сообщников О’Нила на востоке, в районе Пейла, где насчитывалось 3000 повстанцев плюс 800 наемников, присланных из Ольстера. Эссекс, видимо, последовал совету, разместив 5000 солдат в гарнизонах вдоль границы Пейла. И чтобы противостоять Белому рыцарю он укрепил Корк на южном побережье, и дополнительные войска были отправлены в Мюнстер для сэра Томаса Норрейса (исполняющего обязанности президента этой провинции) и в Килкенни для Томаса Батлера, графа Ормонда. На западе армия Коннахтского президента сэра Коньерса Клиффорда была увеличена до 3000 человек. Условия территории настроили Эссекса против Совета в Лондоне: он отложил реакцию на угрозу с севера и вместо этого решил направиться на юг и подчинить Ирландию окольным путём — через Пейл в Мюнстер, а затем вернувшись в Дублин через южный Ленстер.

## Южная кампания
Эссекс вышел из Дублина 9 мая чтобы собрать свою армию на полях Килдэр, в Курра. Он двинулся на юг, взяв замок Атай, и его начали преследовать О’Моры, когда он перешёл за Пейл. Он освободил форт Мэриборо (Порт-Лиише), и первое значительное сражение произошло во вторую неделю мая на перевале Кашел в графстве Квинс. Этот перевал был лесистым и заболоченным местом, с заросшими траншеями на обоих концах. Во главе наступления было 40 стрелков и 20 мечников. Встретившись с сопротивлением повстанцев, стрелки двинулись в упор, а мечники прыгнули в окопы на флангах; авангард двинулся сквозь каливерменов в лобовой атаке и прорвался к открытой местности, где они и остановились, пока к ним не присоединилась вся колонна. Говорят, что Эссекс молниеносно пролетел между авангардом, центром битвы и арьергардом. Англичане признали потерю 3 офицеров и нескольких человек, хотя ирландцы заявили, что были убиты 500 человек. Повстанцы захватили много шлемов с перьями, и битва стала известна как Перевал Перьев (The Pass of the Plumes). Согласно «Истории Ирландии» Джеффри Китинга, «в 1599 году (Оуни Мак Рори Ог О’Мор) отрезал большое количество войск графа Эссекса в ущелье на их пути через Ленстер, в месте, названном по этому обстоятельству Беарна-Клейти, что означает Перевал Перьев, из-за большого количества оставшихся там перьев, которые носили в шлемах убитые английские рыцари».
18 мая Эссекс двинулся на юг, к Килкенни, с двумя третями своих сил. Улицы города были приветственно усыпаны зелеными травами и камышом, и Эссекс выслушал несколько живых речей местных сановников. После встречи с Томасом Норрисом он отбыл 22 мая с 2500 пехотинцами и 300 лошадьми и был с ликованием встречен в городе Клонмел. В двух милях ниже от города, на реке Шур, был сдан замок Деррилэр, и Эссекс тогда обратил свое внимание на замок Кэйр, самую сильную крепость Ирландии.

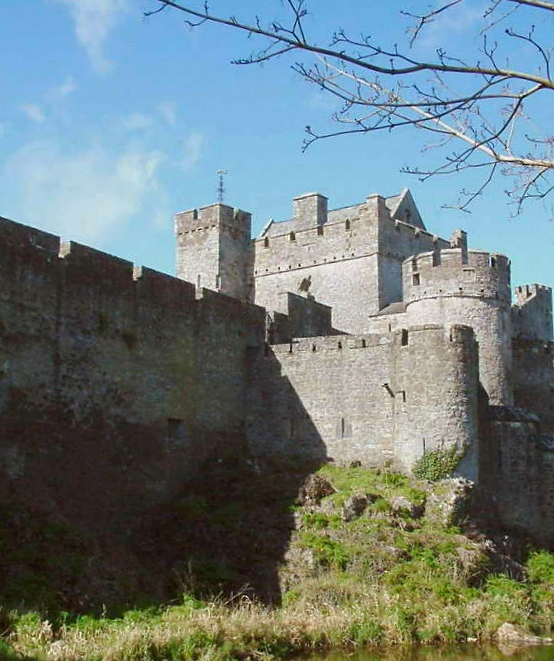
Замок Кэйр

Эссекс обвинил лорда Кэйра, чей брат и владел замком, в сговоре с Белым Рыцарем. После провала переговоров о сдаче замка англичане предприняли решительные действия: в результате продолжавшейся два дня канонады была пробита куртина, и гарнизон замка бежал. Эссекс вошёл в замок 29 мая (см. Осада замка Кэйр).
Эссекс двинулся на запад, в город Лимерик, где 4 июня его хорошо приняли. В этот момент к армии присоединилось множество носильщиков вещей, в два раза численно превосходившее воинов, они оставались истощающим ресурсом на протяжении всей кампании. В Аскитоне (центре сопротивления короне во время восстания Десмонда 15 годами ранее) армия была восстановлена после столкновения в Адаре с графом Суганом, претендентом на графство Десмонда, который явился с 2000-3000 человек.
Эссекс понял, что повстанцы Мюнстера не позволят себе оказаться в ловушке между его армией и западным побережьем, и тогда он решил двинуться на юг, чтобы втянуть их в бой. В Килмаллоке он посоветовался с президентом Томасом Норрисом, но условия стали ухудшаться, и сообщалось, что солдаты «вели себя так холодно» (went so coldly on), что Эссексу пришлось упрекнуть их за низость. Не было ни денег, ни остатков еды из королевских складов, а коров было достаточно для снабжения армии на 2 дня, а боеприпасов — только на 3 дня. Армия двинулась далее на юг, а Эссекс отправился в Маллоу с миссией по добыче припасов. Он соединился со своими людьми с союзником кланом Маккарти, но к тому времени, когда он вошёл в сердце страны Десмонда, граф Суган и остальные повстанцы вышли на поле боя и были уже вне досягаемости.
Эссекс переправился через реку Блэкуотер в Аффане, где он провёл военный совет в своей палатке, позволив Норрису с 1100 пехотинцами и отряду лошадей продолжить войну в Мюнстере. Он беспрепятственно двинулся на восток через владения лорда Пауэра в Уотерфорд-Сити, где 21 июня его встретили двумя латинскими речами и радостным стечением народа. Армия была переправлена через реку из Мюнстера в Ленстер, эта операция заняла слишком много времени, и 22 июня Эссекс покинул Уотерфорд.

## Возвращение в Дублин
Путь в Дублин лежал на север через Уиклоу, где английский командующий Генри Харрингтон потерпел тяжелое поражение в битве при перевале Депьюти возле Уиклоу 29 мая от повстанца Фелима МакФиаха О’Бирна. Эссекс переправился через реку Слейни с 1200 воинами и множеством наездников, решив подойти к побережью, а не рисковать в предгорьях. По пути его люди поджигали деревни и дома, пока не столкнулись с О’Бирном с 1000 солдатами в 4 милях к югу от Арклоу на реке Клонноу. Граф Саутгемптон переправился на лошади по глубокой воде, а граф Ормонд повёл армию через брод у моря. Повстанцы вступили в перестрелку на левом фланге, но не смыкали ряды, пока не увидели, что обоз уязвим: они вступили в ожесточённый бой и разбили англичан, убив практически все свои силы: «Хотя английские лошади дважды отбрасывали ирландцев назад, что позволило одну из капитанов кавалерии вытащить барабаны и знамёна пехоты — боевой дух небольшой армии уже было не восстановить, и она разломалась и бежала во всех направлениях, как только достигла открытой местности. Многие были убиты, и судьба многих выживших была немногим лучше». Эссекс отправился в Дублин, прибыв туда 2 июля. Через 8 недель Эссекс едва смог набрать 300 всадников. Ни один командир повстанцев не сдался, и ни один район не остался покорённым. Многие войска были рассредоточены по гарнизонам в Ленстере и Мюнстере, а численность армии сильно уменьшилась из-за болезней и из-за дезертирства. В Лондоне Эссекс ещё больше стали чернить при дворе за то, что он начал чинить береговую оборону в Уотерфорде и в других местах, когда страх перед Армадой был в самом разгаре в то лето.
Эссекс запланировал второе наступление за Пейлом, оно продолжилось, несмотря на неодобрение королевы: Мэриборо и Филипстаун (где только что погибли 60 человек) пополнились запасами примерно 25 июля — Блаунтом и Эссексом соответственно — и Эссекс сражался на границе Уэстмита с капитаном мятежников Тирреллом. Харрингтон принял участие в этом наступлении, а Клиффорд пришёл с запада с подкреплением, однако потерял много людей в бою. Внезапное нападение на О’Конноров в самом сердце их страны было успешно: их дети подверглись нападению армии Короны, их кукуруза была сожжена, а 500 коров были захвачены в густых лесах. Но Эссексу вновь не удалось вступить в бой со значительными силами повстанцев, и он отступил в Дублин.
Клиффорд вернулся в Коннахт, где и был убит, а его войска были разбиты в битве при перевале Керлью. Это поражение — вскоре после поражения Харрингтона в Уиклоу — было расценено Сесилом как самый тяжелый удар, когда-либо наносившийся англичанам в Ирландии, и при дворе вина была возложена на Эссекса. О’Нил теперь был свободен от угроз на западе, и нападение на его территорию в Ольстере было маловероятно. Власть короны в Ирландии висела на волоске.

## Северная кампания
Во время кампании Эссекс умышленно злоупотребил властью, посвятив в рыцари 38 человек и королева объявила, что «сомнительно, что, если он продолжит этот курс, то вскоре наберёт оборванцев, всякий сброд, и таким образом установит презрение к порядку» (it is doubted that if he continues this course he will shortly bring in tag and rag, cut and long-tail, and so bring the order into contempt). Но ей не удалось урезонить своего командира и, по словам её крестника сэра Джона Харингтона, она бессильно разъярилась при известии из Ирландии: «Она много ходит в своей тайной комнате и топает ногами при дурных известиях, и время от времени вонзает свой ржавый меч в гобелен в великой ярости». Она не могла больше терпеть и 30 июля 1599 года приказала немедленно атаковать О’Нила.
Эссекс согласился и объявил о своём намерении, но он страдал от хронической болезни, возможно, от камня в почках, что, возможно, и сдерживало его энтузиазм. У других тоже были опасения по поводу плана королевы, ведь повстанцы были в безопасности на западном фронте, что и делало атаку с юга весьма опасной без базы в Лох-Фойле. Военный совет выступил против этого плана, но через месяц королева яростно осудила Эссекс, горько жалуясь, что в осталось только 5000 воинов, а не вдвое большее количество. Обеспокоенность по поводу слухов о высадке испанцев на острове Уайт в Англии сделала подкрепление ирландской армии невозможным, тогда как надежды на мирные переговоры с эрцгерцогом Альбертом, испанским губернатором Фландрии, могли вызвать у Эссекса подозрения в измене среди советников королевы. Но через 7 дней после противоречивого военного совета Эссекс отправился на север с безнадежной идеей, что «если у него [О’Нила] достанет столько мужества, сколько он напускает на себя, то мы положим конец войне с одной или с другой стороны».
Эссекс покинул Дублин 28 августа, а через 3 дня у Келса была собрана армия из 3700 пехотинцев и 300 всадников. Готовность О’Нила обойти его с фланга и атаковать Пейл сдерживала дальнейшее продвижение Эссекса, и в письме королеве («уставший от жизни») он объяснял, что Келлс должен быть пограничным гарнизоном на предстоящую зиму. 2 сентября он двинулся к Арди, где был замечен О’Нил со своей армией на дальнем берегу Лагана, «в полутора милях от нашего квартала, но между ним и нами река и лес». Англичане по-разному утверждали, что у лидера повстанцев было 10 000 пехотинцев и 1 000 лошадей или 5 000 и 700. Прислушавшись к совету не вступать в бой из-за меньшинства своих войск, Эссекс с армией расположился лагерем на левом берегу Лагана. О’Нил шёл с фланга, держась леса, а его конные разведчики оставались в поле зрения.
Противоборствующие командиры вышли на связь друг с другом, и 6 сентября Эссекс продвинулся с 2000 пехотинцев и 300 всадников. Увидев О’Нила, он подготовил свою армию в построении Андреевского креста с кавалерией на обоих флангах и в тылу. Военный совет надеялся на нападение ирландцев и решил не проявлять инициативу. На следующий день посланец О’Нила сообщил Эссексу, что его хозяин ждёт милости от королевы, и предложил Эссексу встретиться у брода Беллаклинт на реке Глайд.
7 сентября Эссекс отказался от места встречи, но нетерпеливый О’Нил нашёл место для того чтобы въехать в реку по самое брюхо лошади. Это было жестом смирения, и Эссекс поехал с упряжкой лошадей на возвышающийся холм, а затем он спустился один к броду, где полчаса беседовал с мятежником. Оба они удалились к своим компаниям на холмах. Затем последовала официальная встреча с 6 свидетелями от каждой стороны: Эссекс со своими людьми спустился к броду и остался на берегу, а ирландцы въехали в реку — снова по брюхо своих лошадей. О’Нил какое-то время говорил с непокрытой головой, с большим уважением приветствуя группу вице-короля. Через полчаса на следующее утро в Лаганском броду было назначено новое совещание.
Эссекс продолжил свой марш к Драмкондре, а О’Нил вернулся в лагерь. На запланированном собрании 8 сентября присутствовал О’Нил, но не было Эссекса. Прекращение военных действий было согласовано на срок от 6 недель, до Первого мая, причём любая из сторон имела право нарушить его, предупредив за 14 дней; англичане имели право атаковать сообщников О’Нила, если те отказывались быть связанными. Условия также предусматривали и возврат всей добычи в течение 20 дней после предупреждения, и мятежники должны были удерживать всё, чем владели, без размещения гарнизонов на новых станциях и обеспечивать свободный проход и информировать все английские гарнизоны о происходящем, и должны быть назначены уполномоченные по границам между английской и ирландской зонами. О’Нил должен был ратифицировать это под присягой, Эссекс — своим словом. Условия были закреплены в письменной форме и подписаны О’Нилом. На следующий день Эссекс рассредоточил армию и отправился лечиться в Дрогэду, а О’Нил отступил со всеми своими силами в самое сердце страны.

## Бегство Эссекса
В середине сентября 1599 года королева написала Эссексу письмо с дальнейшими критическими замечаниями и запретила ему покидать Ирландию без специального приказания. Неделю спустя он передал ответственность за свое правительство двум лордам-судьям, назначив Ормонда командовать армией в соответствии со старым поручением, и дал указание сохранить прекращение полномочий с полным снабжением гарнизонов в течение 6 месяцев. В тот же день — 24 сентября — Эссекс смело отплыл в Англию, полагаясь на свой общий ордер на возвращение, выданный под Большой печатью. Он прибыл в Лондон 28-го числа, где он сильно обеспокоил королеву в её покоях.
Елизавета описала прекращение боевых действий как «быстрый конец медленного продвижения» (quick end made of a slow proceeding), и в целом был сделан вывод о том, что присутствие Эссекса в Ирландии было излишне. Эссекс только королеве раскрыл произошедшее между ним и О’Нилом, пообещав устно передать просьбу повстанцев. Сначала не было подозрений в измене, но Елизавета откровенно высказалась об О’Ниле: «довериться этому предателю под присягой — значит довериться дьяволу в его религии». Она приказала ни ратифицировать, ни миловать без её разрешения; но со временем она действительно признала полезность прекращения боевых действий. Тем временем Эссекс был заключен под стражу, и 29 ноября совет осудил его в Звёздной палате.
О’Нил сомневался в прекращении боевых действий и попал под давление со стороны своего сообщника О’Доннелла, утверждавшего, что было совершено слишком много уступок англичанам. О’Нил опубликовал список требований свободы вероисповедания, об отказе от английского влияния и о подтверждении земель, находящихся во владении повстанцев — вероятно, это и был костяк его частного собеседования с Эссексом. В сообщении от 18 ноября говорится, что мятежники «выдвинули два ирландских насмехающихся над графом Эссексом условия: одно — чтобы он никогда не обнажал меч, кроме как чтобы делать им рыцарей; и чтобы он ушёл прежде чем выполнит своё поручение». Позже в том же месяце состоялись и новые переговоры в Лагане, и было согласовано продление на 1 месяц. В декабре О’Нил сообщил о нарушении режима прекращения боевых действий, а весной 1600 года он повернул на юг в поход через Мюнстер.

## Правопреемство
Детали личных переговоров графа с О’Нилом стали предметом спекуляций в Англии. Сэр Генри Уоттон, личный секретарь графа, горько жаловался на двуличность переводчиков, говоря, что это злейшие враги Эссекса. Ходили слухи о неверности графа, и, когда его благосклонность при дворе пошла на убыль, Эссекс решил бросить вызов власти королевы, нарушив свой домашний арест и проехав через весь Лондон ради аудиенции у неё. Он был вынужден повернуть назад благодаря хорошо организованной обороне и по настоянию Сесила был объявлен предателем. После быстрого судебного разбирательства по обвинению в государственной измене Эссекса осудили и приговорили к смертной казни в феврале 1601 года.
Данные разведки, полученные в Испании несколько лет спустя от Джеймса Блейка (предполагаемого убийцы О’Доннелла), гласили, что «граф Эссекс, тот самый, который совершил набег на Кадис, имел дело с принцем Ирландии Онелем, чтобы вызвать восстание против королевы Англии, по этой причине был обезглавлен в Англии, и упомянутый граф использовал свидетеля [Блейка] в качестве посредника между собой и упомянутым принцем». Также говорилось, что О’Нил практически убедил Эссекса оставить службу у королевы Елизаветы и присоединиться к службе на короля Филиппа III, которому «они доставят всё королевство». Говорят, что О’Нил пообещал Эссексу большую милость от имени испанского короля, и когда Эссекс выразил сомнение из-за «некоторых медвежьих услуг, которые он оказал испанской короне», лидер повстанцев зашёл далеко, предложив Эссексу своего сына в качестве заложника как доказательство его добросовестности.
Как и в случае многих теорий заговора о поздней елизаветинской эпохе, испанские расчёты, возможно, имели меньшее значение, нежели расчёты советников королевы. В начале 1599 года Эссекс понял, что идёт на риск, покидая двор и оставляя поле открытым для Сесила, тот риск, который окупится лишь если он победит О’Нила. Ирландская кампания оказалась гораздо более трудной, чем предполагалось — Эссекс был последним английским полководцем того времени, недооценившим способность повстанцев, — и ситуация при дворе быстро ухудшилась, и Сесил приобрёл решающее влияние на королеву. Частные переговоры с О’Нилом имели особое значение в то время, когда Сесил готовил преемственность шотландского короля Якова VI на престоле Елизаветы. Бегство Эссекса из Ирландии было отчаянной попыткой помешать этим приготовлениям, и как только это не удалось, его последующая измена свелась к отказу признать, что теперь именно Сесил, а не он, будет определять преемственность Елизаветы.